# Coppa Davis 2004 Zona Asia/Oceania
La Zona Asia/Oceania (Asia and Oceania Zone) è una delle tre divisioni zonali nell'ambito della Coppa Davis 2004.

## Gruppo I
|                                                              | Play-off 2º turno 24-26 settembre                            | Play-off 2º turno 24-26 settembre                            | Play-off 2º turno 24-26 settembre                            |                                                              |  | Play-off 1º turno 9-11 aprile | Play-off 1º turno 9-11 aprile | Play-off 1º turno 9-11 aprile |                               |                                                | 1º turno 6-8 febbraio                          | 1º turno 6-8 febbraio                          | 1º turno 6-8 febbraio                          |                               |                                                        | 2º turno 9-11 aprile                                   | 2º turno 9-11 aprile                                   | 2º turno 9-11 aprile                                   |                                                        |                                      |
|                                                              |                                                              |                                                              |                                                              |                                                              |  |                               |                               |                               |                               |                                                |                                                |                                                |                                                |                               |                                                        |                                                        |                                                        |                                                        |                                                        |                                      |
|                                                              |                                                              |                                                              |                                                              |                                                              |  |                               |                               |                               |                               |                                                | Nonthaburi, Thailandia (Cemento indoor)        |                                                |                                                |                               |                                                        |                                                        |                                                        |                                                        |                                                        |                                      |
|                                                              |                                                              |                                                              |                                                              |                                                              |  |                               |                               |                               |                               |                                                | S                                              | Thailandia                                     | 5                                              |                               |                                                        |                                                        |                                                        |                                                        |                                                        |                                      |
|                                                              |                                                              |                                                              |                                                              |                                                              |  | Kaohsiung, Taiwan (Cemento)   | Kaohsiung, Taiwan (Cemento)   | Kaohsiung, Taiwan (Cemento)   | Kaohsiung, Taiwan (Cemento)   |                                                |                                                | Pakistan                                       | 0                                              |                               |                                                        | Bangkok, Thailandia (Cemento indoor)                   | Bangkok, Thailandia (Cemento indoor)                   | Bangkok, Thailandia (Cemento indoor)                   | Bangkok, Thailandia (Cemento indoor)                   | Bangkok, Thailandia (Cemento indoor) |
|                                                              |                                                              |                                                              |                                                              |                                                              |  |                               | Pakistan                      | 0                             |                               |                                                |                                                |                                                |                                                |                               | S                                                      | Thailandia                                             | 4                                                      |                                                        |                                                        |                                      |
|                                                              |                                                              |                                                              |                                                              |                                                              |  |                               | Taipei cinese                 | 5                             |                               | Kaohsiung, Taiwan (Cemento)                    | Kaohsiung, Taiwan (Cemento)                    | Kaohsiung, Taiwan (Cemento)                    | Kaohsiung, Taiwan (Cemento)                    |                               | S                                                      | Uzbekistan                                             | 1                                                      |                                                        |                                                        |                                      |
|                                                              |                                                              |                                                              |                                                              |                                                              |  |                               |                               |                               |                               | S                                              | Uzbekistan                                     | 4                                              |                                                |                               |                                                        |                                                        |                                                        |                                                        |                                                        |                                      |
|                                                              | Islamabad, Pakistan (Terra)                                  | Islamabad, Pakistan (Terra)                                  | Islamabad, Pakistan (Terra)                                  | Islamabad, Pakistan (Terra)                                  |  |                               |                               |                               |                               |                                                | Taipei cinese                                  | 1                                              |                                                |                               |                                                        |                                                        |                                                        |                                                        |                                                        |                                      |
|                                                              |                                                              | Pakistan                                                     | 3                                                            |                                                              |  |                               |                               |                               |                               |                                                |                                                |                                                |                                                |                               |                                                        |                                                        |                                                        |                                                        |                                                        |                                      |
|                                                              |                                                              | Nuova Zelanda                                                | 2                                                            |                                                              |  |                               |                               |                               |                               | Giacarta, Indonesia (Cemento)                  | Giacarta, Indonesia (Cemento)                  | Giacarta, Indonesia (Cemento)                  | Giacarta, Indonesia (Cemento)                  | Giacarta, Indonesia (Cemento) |                                                        |                                                        |                                                        |                                                        |                                                        |                                      |
|                                                              |                                                              |                                                              |                                                              |                                                              |  |                               |                               |                               |                               |                                                |                                                | Indonesia                                      | 2                                              |                               |                                                        |                                                        |                                                        |                                                        |                                                        |                                      |
|                                                              |                                                              |                                                              |                                                              |                                                              |  | Giacarta, Indonesia (Cemento) | Giacarta, Indonesia (Cemento) | Giacarta, Indonesia (Cemento) | Giacarta, Indonesia (Cemento) |                                                | S                                              | Giappone                                       | 3                                              |                               |                                                        | Osaka, Giappone (Cemento)                              | Osaka, Giappone (Cemento)                              | Osaka, Giappone (Cemento)                              | Osaka, Giappone (Cemento)                              | Osaka, Giappone (Cemento)            |
|                                                              |                                                              |                                                              |                                                              |                                                              |  | Indonesia                     | 5                             |                               |                               |                                                |                                                |                                                |                                                | S                             | Giappone                                               | 3                                                      |                                                        |                                                        |                                                        |                                      |
|                                                              |                                                              |                                                              |                                                              |                                                              |  |                               | Nuova Zelanda                 | 0                             |                               | Invercargill, Nuova Zelanda (Sintetico indoor) | Invercargill, Nuova Zelanda (Sintetico indoor) | Invercargill, Nuova Zelanda (Sintetico indoor) | Invercargill, Nuova Zelanda (Sintetico indoor) |                               | S                                                      | India                                                  | 2                                                      |                                                        |                                                        |                                      |
|                                                              |                                                              |                                                              |                                                              |                                                              |  |                               |                               |                               |                               |                                                | Nuova Zelanda                                  | 2                                              |                                                |                               |                                                        |                                                        |                                                        |                                                        |                                                        |                                      |
|                                                              |                                                              |                                                              |                                                              |                                                              |  |                               |                               |                               |                               |                                                | S                                              | India                                          | 3                                              |                               |                                                        |                                                        |                                                        |                                                        |                                                        |                                      |
| Nuova Zelanda retrocessa al Group II della Coppa Davis 2005. | Nuova Zelanda retrocessa al Group II della Coppa Davis 2005. | Nuova Zelanda retrocessa al Group II della Coppa Davis 2005. | Nuova Zelanda retrocessa al Group II della Coppa Davis 2005. | Nuova Zelanda retrocessa al Group II della Coppa Davis 2005. |  |                               |                               |                               |                               |                                                |                                                |                                                |                                                |                               | Thailandia e Giappone ammesse ai World Group Play-off. | Thailandia e Giappone ammesse ai World Group Play-off. | Thailandia e Giappone ammesse ai World Group Play-off. | Thailandia e Giappone ammesse ai World Group Play-off. | Thailandia e Giappone ammesse ai World Group Play-off. |                                      |

## Gruppo II
|                                                                     | Play-off 9-11 aprile                                                | Play-off 9-11 aprile                                                | Play-off 9-11 aprile                                                |                                                                     |                                   | 1º turno 6-8 febbraio                   | 1º turno 6-8 febbraio             | 1º turno 6-8 febbraio             |                                  |                                  | 2º turno 9-11 aprile            | 2º turno 9-11 aprile            | 2º turno 9-11 aprile            |                                 |                                                  | 3º turno 24-26 settembre                         | 3º turno 24-26 settembre                         | 3º turno 24-26 settembre                         |                                                  |                          |
|                                                                     |                                                                     |                                                                     |                                                                     |                                                                     |                                   |                                         |                                   |                                   |                                  |                                  |                                 |                                 |                                 |                                 |                                                  |                                                  |                                                  |                                                  |                                                  |                          |
|                                                                     |                                                                     |                                                                     |                                                                     |                                                                     |                                   | Kuala Lumpur, Malaysia (Cemento indoor) |                                   |                                   |                                  |                                  |                                 |                                 |                                 |                                 |                                                  |                                                  |                                                  |                                                  |                                                  |                          |
|                                                                     |                                                                     |                                                                     |                                                                     |                                                                     |                                   | S                                       | Corea del Sud                     | 5                                 |                                  |                                  |                                 |                                 |                                 |                                 |                                                  |                                                  |                                                  |                                                  |                                                  |                          |
|                                                                     | Tehran, Iran (Terra)                                                | Tehran, Iran (Terra)                                                | Tehran, Iran (Terra)                                                | Tehran, Iran (Terra)                                                |                                   |                                         | Malaysia                          | 0                                 |                                  |                                  | Pusan, Corea del Sud (Cemento)  | Pusan, Corea del Sud (Cemento)  | Pusan, Corea del Sud (Cemento)  | Pusan, Corea del Sud (Cemento)  | Pusan, Corea del Sud (Cemento)                   |                                                  |                                                  |                                                  |                                                  |                          |
|                                                                     |                                                                     | Malaysia                                                            | 1                                                                   |                                                                     |                                   |                                         |                                   |                                   |                                  | S                                | Corea del Sud                   | 5                               |                                 |                                 |                                                  |                                                  |                                                  |                                                  |                                                  |                          |
|                                                                     |                                                                     | Iran                                                                | 4                                                                   |                                                                     | Beirut, Libano (Sintetico indoor) | Beirut, Libano (Sintetico indoor)       | Beirut, Libano (Sintetico indoor) | Beirut, Libano (Sintetico indoor) |                                  | S                                | Libano                          | 0                               |                                 |                                 |                                                  |                                                  |                                                  |                                                  |                                                  |                          |
|                                                                     |                                                                     |                                                                     |                                                                     |                                                                     | S                                 | Libano                                  | 3                                 |                                   |                                  |                                  |                                 |                                 |                                 |                                 |                                                  |                                                  |                                                  |                                                  |                                                  |                          |
|                                                                     |                                                                     |                                                                     |                                                                     |                                                                     |                                   |                                         | Iran                              | 2                                 |                                  |                                  |                                 |                                 |                                 |                                 |                                                  | Nanchino, Cina (Cemento)                         | Nanchino, Cina (Cemento)                         | Nanchino, Cina (Cemento)                         | Nanchino, Cina (Cemento)                         | Nanchino, Cina (Cemento) |
|                                                                     |                                                                     |                                                                     |                                                                     |                                                                     |                                   |                                         |                                   |                                   |                                  |                                  |                                 |                                 |                                 |                                 |                                                  | S                                                | Corea del Sud                                    | 2                                                |                                                  |                          |
|                                                                     |                                                                     |                                                                     |                                                                     |                                                                     |                                   | Manila, Filippine (Terra indoor)        | Manila, Filippine (Terra indoor)  | Manila, Filippine (Terra indoor)  | Manila, Filippine (Terra indoor) | Manila, Filippine (Terra indoor) |                                 |                                 |                                 |                                 |                                                  | S                                                | Cina                                             | 3                                                |                                                  |                          |
|                                                                     |                                                                     |                                                                     |                                                                     |                                                                     |                                   |                                         | Filippine                         | 1                                 |                                  |                                  |                                 |                                 |                                 |                                 |                                                  |                                                  |                                                  |                                                  |                                                  |                          |
|                                                                     | Manila, Filippine (Terra indoor)                                    | Manila, Filippine (Terra indoor)                                    | Manila, Filippine (Terra indoor)                                    | Manila, Filippine (Terra indoor)                                    |                                   | S                                       | Cina                              | 4                                 |                                  |                                  | Nanchino, Cina (Cemento indoor) | Nanchino, Cina (Cemento indoor) | Nanchino, Cina (Cemento indoor) | Nanchino, Cina (Cemento indoor) | Nanchino, Cina (Cemento indoor)                  |                                                  |                                                  |                                                  |                                                  |                          |
|                                                                     |                                                                     | Filippine                                                           | 4                                                                   |                                                                     |                                   |                                         |                                   |                                   |                                  | S                                | Cina                            | 5                               |                                 |                                 |                                                  |                                                  |                                                  |                                                  |                                                  |                          |
|                                                                     | S                                                                   | Hong Kong                                                           | 1                                                                   |                                                                     | Causeway Bay, Hong Kong (Cemento) | Causeway Bay, Hong Kong (Cemento)       | Causeway Bay, Hong Kong (Cemento) | Causeway Bay, Hong Kong (Cemento) |                                  |                                  | Kuwait                          | 0                               |                                 |                                 |                                                  |                                                  |                                                  |                                                  |                                                  |                          |
|                                                                     |                                                                     |                                                                     |                                                                     |                                                                     | S                                 | Hong Kong                               | 1                                 |                                   |                                  |                                  |                                 |                                 |                                 |                                 |                                                  |                                                  |                                                  |                                                  |                                                  |                          |
|                                                                     |                                                                     |                                                                     |                                                                     |                                                                     |                                   |                                         | Kuwait                            | 3                                 |                                  |                                  |                                 |                                 |                                 |                                 |                                                  |                                                  |                                                  |                                                  |                                                  |                          |
| Malesia e Hong Kong retrocesse al Group III della Coppa Davis 2005. | Malesia e Hong Kong retrocesse al Group III della Coppa Davis 2005. | Malesia e Hong Kong retrocesse al Group III della Coppa Davis 2005. | Malesia e Hong Kong retrocesse al Group III della Coppa Davis 2005. | Malesia e Hong Kong retrocesse al Group III della Coppa Davis 2005. |                                   |                                         |                                   |                                   |                                  |                                  |                                 |                                 |                                 |                                 | Cina promossa al Group I della Coppa Davis 2005. | Cina promossa al Group I della Coppa Davis 2005. | Cina promossa al Group I della Coppa Davis 2005. | Cina promossa al Group I della Coppa Davis 2005. | Cina promossa al Group I della Coppa Davis 2005. |                          |

## Gruppo III
Località: Phu Tho Tennis Centre, Ho Chi Minh City, Vietnam (Cemento)

Data: 5-11 aprile
|   | Gruppo A         | KAZ | TJK | QAT | OMA |   |                        | Gruppo B | POC | VIE | BRN | SYR |
| 1 | Kazakistan (3-0) |     | 3-0 | 3-0 | 3-0 | 1 | Oceania Pacifica (3-0) |          | 2-1 | 3-0 | 3-0 |     |
| 2 | Tagikistan (2-1) | 0-3 |     | 3-0 | 3-0 | 2 | Vietnam (2-1)          | 1-2      |     | 2-1 | 3-0 |     |
| 3 | Qatar (1-2)      | 0-3 | 0-3 |     | 3-0 | 3 | Bahrein (1-2)          | 0-3      | 1-2 |     | 2-1 |     |
| 4 | Oman (0-3)       | 0-3 | 0-3 | 0-3 |     | 4 | Siria (0-3)            | 0-3      | 0-3 | 1-2 |     |     |

|   | 1°-4° Play-off        | KAZ | POC | VIE | TJK |   |               | 5th-8th Play-off | BRN | QAT | OMA | SYR |
| 1 | Kazakistan (3-0)      |     | 2-1 | 3-0 | 3-0 | 1 | Bahrein (3-0) |                  | 2-1 | 3-0 | 2-1 |     |
| 2 | Pacific Oceania (2-1) | 1-2 |     | 2-1 | 2-1 | 2 | Qatar (2-1)   | 1-2              |     | 3-0 | 3-0 |     |
| 3 | Vietnam (1-2)         | 0-3 | 1-2 |     | 2-0 | 3 | Oman (1-2)    | 0-3              | 0-3 |     | 2-1 |     |
| 4 | Tagikistan (0-3)      | 0-3 | 1-2 | 0-2 |     | 4 | Siria (1-2)   | 1-2              | 0-3 | 1-2 |     |     |

- Kazakhstan e Oceania Pacifica promosse al Gruppo II della Coppa Davis 2005.
- Oman e Siria retrocesse nel Gruppo IV della Coppa Davis 2005.

## Gruppo IV
Località: Al Hussein Sport City, Amman, Giordania (Cemento)

Data: 5-11 aprile
|   | Pool A                    | KSA | SIN | JOR | UAE | BRU | TKM |
| 1 | Arabia Saudita (4-1)      |     | 3-0 | 2-1 | 0-3 | 3-0 | 3-0 |
| 2 | Singapore (4-1)           | 0-3 |     | 2-1 | 2-1 | 3-0 | 3-0 |
| 3 | Giordania (3-2)           | 1-2 | 1-2 |     | 2-1 | 3-0 | 2-1 |
| 4 | Emirati Arabi Uniti (3-2) | 3-0 | 1-2 | 1-2 |     | 3-0 | 2-1 |
| 5 | Brunei (1-4)              | 0-3 | 0-3 | 0-3 | 0-3 |     | 2-1 |
| 6 | Turkmenistan (0-5)        | 0-3 | 0-3 | 1-2 | 1-2 | 1-2 |     |

|   | Pool B             | SRI | BAN | MYA | KGZ | IRQ |
| 1 | Sri Lanka (4-0)    |     | 3-0 | 2-1 | 3-0 | 3-0 |
| 2 | Bangladesh (3-1)   | 0-3 |     | 2-1 | 3-0 | 3-0 |
| 3 | Birmania (1-3)     | 1-2 | 0-3 |     | 2-1 | 1-2 |
| 4 | Kirghizistan (1-3) | 0-3 | 0-3 | 1-2 |     | 2-1 |
| 5 | Iraq (1-3)         | 0-3 | 0-3 | 2-1 | 1-2 |     |

- Arabia Saudita e Sri Lanka promosse al Gruppo III della Coppa Davis 2005.